# Sumner (Nebraska)
Sumner é uma vila localizada no estado americano de Nebraska, no Condado de Dawson.

## Demografia
Segundo o censo americano de 2000, a sua população era de 237 habitantes.
Em 2006, foi estimada uma população de 244, um aumento de 7 (3.0%).

## Geografia
De acordo com o United States Census Bureau, a localidade tem uma área de 0,8 km², sem área coberta por água.

## Localidades na vizinhança
O diagrama seguinte representa as localidades num raio de 28 km ao redor de Sumner.